# Lucien Laberthonnière
Lucien Laberthonnière (ur. 5 października 1860 w Chazelet, zm. 6 października 1932 w Paryżu) – francuski filozof i teolog.

## Dzieła
- Théorie de l'éducation, 1901
- Essais de philosophie religieuse, 1903
- Le réalisme chrétien et l'idéalisme grec, 1904
- Positivisme et catholicisme, 1911
- Autour de l'Action française, 1911
- Le témoignage des martyrs, 1912
- Sur le chemin du catholicisme, 1913
- Études sur Descartes, 2 voll., 1935
- Étude de philosophie catésienne e Premiers écrits philosophiques, 1937
- Esquisse d'une philosophie personnaliste, 1945
- Pangermanisme et christianisme, 1945
- Critique du laïcisme, 1948
- La notion chrétienne de l'autorité, 1955